# Апсирт
Апсирт (на старогръцки: Ἄψυρτος) в древногръцката митология е син на цар Еет и Идия (или Еет и Астеродея, у Софокъл – Еет и Неера). Брат е на Медея и Халкиопа.